# 21625 Сейра
21625 Сейра (21625 Seira) — астероїд головного поясу, відкритий 12 липня 1999 року.
Тіссеранів параметр щодо Юпітера — 3,122.
Названо на честь Сейри (яп. せいら сейра).